# Севар (Болгарія)
Сева́р (болг. Севар) — село в Разградській області Болгарії. Входить до складу общини Кубрат.

## Населення
За даними перепису населення 2011 року у селі проживали 1763 особи.
Національний склад населення села:
| Національність   | Кількість осіб | Відсоток |
| ---------------- | -------------- | -------- |
| турки            | 1336           | 76,6%    |
| цигани           | 352            | 20,2%    |
| не визначились   | 55             | 3,2%     |
| Всього відповіли | 1744           |          |

Розподіл населення за віком у 2011 році:
Динаміка населення: